# Chroniques sexuelles d'une famille d'aujourd'hui
Chroniques sexuelles d'une famille d'aujourd'hui (no Brasil, Crônicas Sexuais de uma Família Francesa) é um filme de drama francês de 2012 dirigido e escrito por Pascal Arnold e Jean-Marc Barr. Estrelado por , segue as experiências sexuais de uma família francesa na década de 2000.

## Elenco
- Mathias Melloul - Romain
- Valérie Maës - Claire
- Stephen Hersoen - Hervé
- Nathan Duval - Pierre
- Leila Denio - Marie
- Yan Brian - Michel
- Adeline Rebeillard - Coralie
- Philippe Duquesne